# World Grand Prix 2013 (darts)
Het World Grand Prix Darts 2013 was de zestiende editie van de World Grand Prix. Het toernooi werd georganiseerd van  7 tot en met 13 oktober in het Citywest Hotel in de Ierse hoofdstad Dublin.
Michael van Gerwen was de titelverdediger nadat hij het toernooi van 2012 had gewonnen door Mervyn King in de finale met 6-4 te verslaan.

## Prijzengeld
Het totale prijzengeld was £350.000.
| Stage        | Prize Money |
| ------------ | ----------- |
| Winnaar      | £100,000    |
| Finalist     | £40,000     |
| Halve finale | £20,000     |
| Kwartfinale  | £12,500     |
| Tweede ronde | £7,000      |
| Eerste ronde | £4,000      |
| Negendarter  | £10,000     |

## Eerste ronde
7 en 8 oktober:
| Speler 1           | Uitslag | Speler 2              |
| ------------------ | ------- | --------------------- |
| Phil Taylor        | 2 - 0   | Jamie Caven           |
| Paul Nicholson     | 2 - 1   | Robert Thornton       |
| Wes Newton         | 2 - 0   | Peter Wright          |
| Gary Anderson      | 2 - 0   | Jelle Klaasen         |
| James Wade         | 2 - 1   | Steve Beaton          |
| Connie Finnan      | 2 - 0   | Terry Jenkins         |
| Simon Whitlock     | 2 - 1   | Mickey Mansell        |
| Ronnie Baxter      | 2 - 0   | Colin Lloyd           |
| Michael van Gerwen | 2 - 0   | John Part             |
| Stuart Kellet      | 0 - 2   | Raymond van Barneveld |
| Dave Chisnall      | 2 - 1   | Ian White             |
| Wayne Jones        | 2 - 0   | Mervyn King           |
| Andy Hamilton      | 2 - 0   | Kim Huybrechts        |
| Kevin Painter      | 2 - 0   | Richie Burnett        |
| Adrian Lewis       | 2 - 1   | Brendan Dolan         |
| Justin Pipe        | 2 - 0   | Andy Smith            |

## Tweede ronde
9 en 10 oktober:
| Speler 1           | Uitslag | Speler 2              |
| ------------------ | ------- | --------------------- |
| Phil Taylor        | 3 - 1   | Paul Nicholson        |
| Wes Newton         | 2 - 3   | Gary Anderson         |
| James Wade         | 3 - 2   | Connie Finnan         |
| Simon Whitlock     | 3 - 0   | Ronnie Baxter         |
| Michael van Gerwen | 3 - 0   | Raymond van Barneveld |
| Dave Chisnall      | 3 - 1   | Wayne Jones           |
| Andy Hamilton      | 3 - 1   | Kevin Painter         |
| Adrian Lewis       | 0 - 3   | Justin Pipe           |

## Kwartfinale
11 oktober:
| Speler 1           | Uitslag | Speler 2       |
| ------------------ | ------- | -------------- |
| Phil Taylor        | 3 - 0   | Gary Anderson  |
| James Wade         | 3 - 2   | Simon Whitlock |
| Michael van Gerwen | 2 - 3   | Dave Chisnall  |
| Andy Hamilton      | 1 - 3   | Justin Pipe    |

## Halve finale
12 oktober:
| Speler 1      | Uitslag | Speler 2    |
| ------------- | ------- | ----------- |
| Phil Taylor   | 5 - 1   | James Wade  |
| Dave Chisnall | 5 - 2   | Justin Pipe |

## Finale
13 oktober:
| Speler 1    | Uitslag | Speler 2      |
| ----------- | ------- | ------------- |
| Phil Taylor | 6 - 0   | Dave Chisnall |

1998 · 1999 · 2000 · 2001 · 2002 · 2003 · 2004 · 2005 · 2006 · 2007 · 2008 · 2009 · 2010 · 2011 · 2012 · 2013 · 2014 · 2015 · 2016 · 2017 · 2018 · 2019 · 2020 · 2021 · 2022 · 2023 · 2024